# ヘンリー・シンジョン (初代シンジョン子爵)
初代シンジョン子爵ヘンリー・シンジョン（英語: Henry St John, 1st Viscount St John、1652年10月17日洗礼 - 1742年4月8日）は、イギリスの政治家、貴族。

## 生涯
第3代準男爵サー・ウォルター・シンジョンとジョアンナ・シンジョン（オリバー・シンジョンの娘）の息子として生まれ、1652年10月17日にバタシーで洗礼を受けた。イートン・カレッジで教育を受けた後、1668年5月29日にケンブリッジ大学ゴンヴィル・アンド・キーズ・カレッジに入学、1669年に同大学のセント・ジョンズ・カレッジでM.A.の学位を修得、1702年にはオックスフォード大学からD.C.L.の学位を修得したした。
1679年10月イングランド総選挙と1681年イングランド総選挙でウートン・バセット選挙区から出馬して当選したが、父と同じく議会活動がほとんどなかったとされる。1683年、ウィルトシャー副統監に任命された（1688年6月まで在任）。
1684年、フリート・ストリートで庶民院議員フランシス・ストーンハウス（Francis Stonehouse、1653年 - 1738年）と口論になり、第3代準男爵ウィリアム・エストコート（1654年 - 1684年）が死亡する事件が起こった。裁判でシンジョンとエドマンド・ウェブ（1639年頃 - 1705年）が有罪判決を受けたが、後に2人とも恩赦されている。このように不祥事があったためシンジョンはしばらく海外で過ごすものとされたが、彼はかまわずウートン・バセット選挙区の有権者の前に姿を現し、1685年イングランド総選挙で再選した。その後も再選し続けたが、議会で演説した記録はなく、1695年イングランド総選挙で父の後継者としてウィルトシャー選挙区に転じ、続く1698年イングランド総選挙でウートン・バセット選挙区に戻った。ホイッグ党所属ではあったがかなりの穏健派であり、初代カーマーゼン侯爵トマス・オズボーンが1690年の総選挙直後に作成した議員リストでシンジョンをトーリー党員としたほどであった。
1701年1月イングランド総選挙で出馬せず、代わりに長男ヘンリーを立て、以降数回の選挙にわたってヘンリーが当選したが、1708年イギリス総選挙でヘンリーを退けて自ら出馬した。しかしシンジョンは敗れ、次の1710年イギリス総選挙ではヘンリーが出馬して当選した。この事件以降、2人の関係は好転せず、1714年にハノーヴァー朝が始まるとヘンリーが私権剥奪され、海外逃亡を余儀なくされたが、シンジョンはまるで意に介さなかったという。
1708年7月3日に父が死去すると、準男爵の爵位を継承した。
1714年6月にトーリー党政権が危機に陥る中、シンジョンはそれを避けてイングランドを離れ、アーヘンへ療養に行ったという。
1716年7月2日、グレートブリテン貴族であるサリー州におけるバタシーのシンジョン男爵とシンジョン子爵に叙された。1717年2月20日、グレートブリテン貴族院議員に就任した。クーパー伯爵夫人の日記によると、「マンスター女公爵はシンジョン卿の叙爵で5,000ポンドを受け取ったとみんなが信じている」という。また、叙爵時点で長男ヘンリーが私権剥奪されていたため、シンジョン子爵の継承権は次男以降（具体的にはジョンとホリス）およびその子孫の順位が長男ヘンリーおよびその子孫のそれより上と定められた。
1742年4月8日に死去、16日にバタシーで埋葬された。息子ジョンが爵位を継承した。

## 家族
1673年12月11日、メアリー・リッチ（Mary Rich、1651年頃 - 1678年10月2日埋葬、第3代ウォリック伯爵ロバート・リッチの娘）と結婚、1男をもうけた。
- ヘンリー（1678年 - 1751年） - 初代ボリングブルック子爵

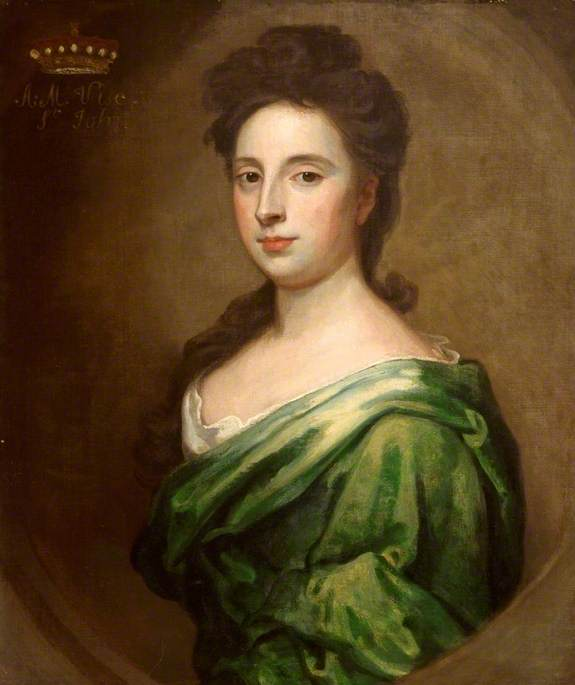
ジョン・シンジョンの2人目の妻アンジェリカ・マデレーナ・ペリッサリー

1687年1月1日、アンジェリカ・マデレーナ・ペリッサリー（Angelica Madelena Pelissary、1667年頃 - 1736年8月5日、ジョージ・ペリッサリーの娘）と再婚、3男1女をもうけた。
- ジョージ（1716年1月没）
- ジョン（1695年頃 - 1749年） - 第2代シンジョン子爵。子供あり
- ホリス（Holles、1738年10月6日没）
- ヘンリエッタ（1699年7月15日 - 1756年3月26日） - 1727年6月10日、ロバート・ナイト（後の初代カーロウ伯爵）と結婚、子供あり